# Área de hielo azul

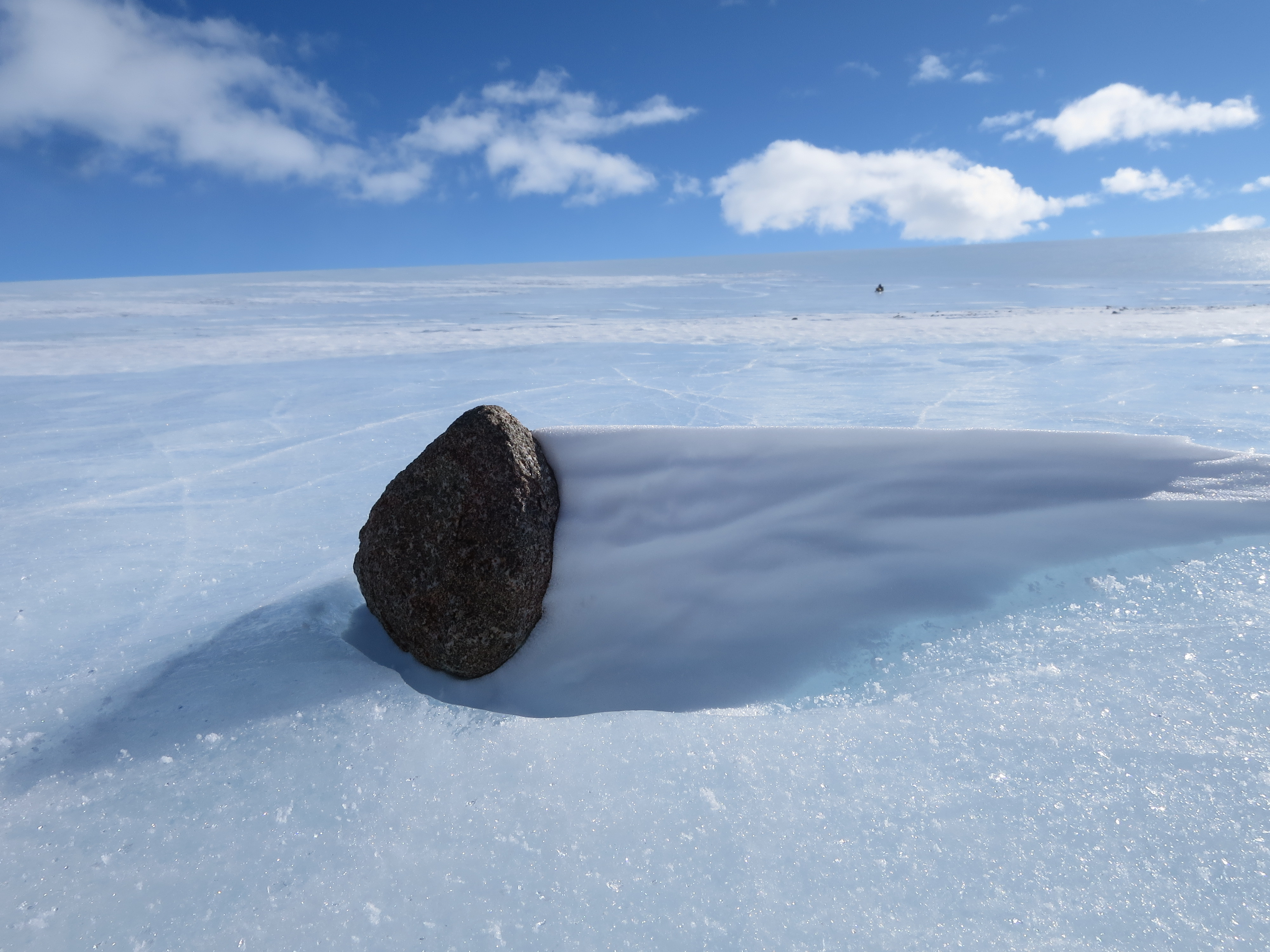
Un área de hielo azul en la cordillera Miller con un meteorito

Un área de hielo azul o zona de hielo azul es un área de la Antártida cubierta por hielo en la que, en ausencia de derretimiento, el viento y la sublimación provocaron una pérdida neta de masa en la superficie. Esto da lugar a una superficie azul que contrasta con el blanco predominante del paisaje antártico. Las áreas de hielo azul tienen una apariencia generalmente lisa y a menudo ondulada, color azul y una escasez de burbujas en el hielo.
Estas zonas suelen formarse cuando el flujo de aire y el movimiento del hielo se ven interrumpidos por obstáculos topográficos, como montañas que sobresalen de la capa de hielo. En estas condiciones, la acumulación de nieve es superada por la sublimación y el arrastre de nieve provocado por el viento, lo que mantiene y define estas áreas particulares.
Alrededor del 1% del área de hielo antártico se considera de hielo azul, pero ha atraído el interés científico debido a la gran cantidad de meteoritos que se acumulan en ellos; estos meteoritos al caer sobre el área de hielo azul permanecen allí, o caen en otro lugar dentro de la capa de hielo y son transportados al área de hielo azul por flujo de hielo. Además, hielo hasta 2.7 millones de años de antigüedad se ha obtenido de áreas de hielo azul. Las áreas de hielo azul a veces se usan como pistas de aterrizaje para aviones.

## Apariencia

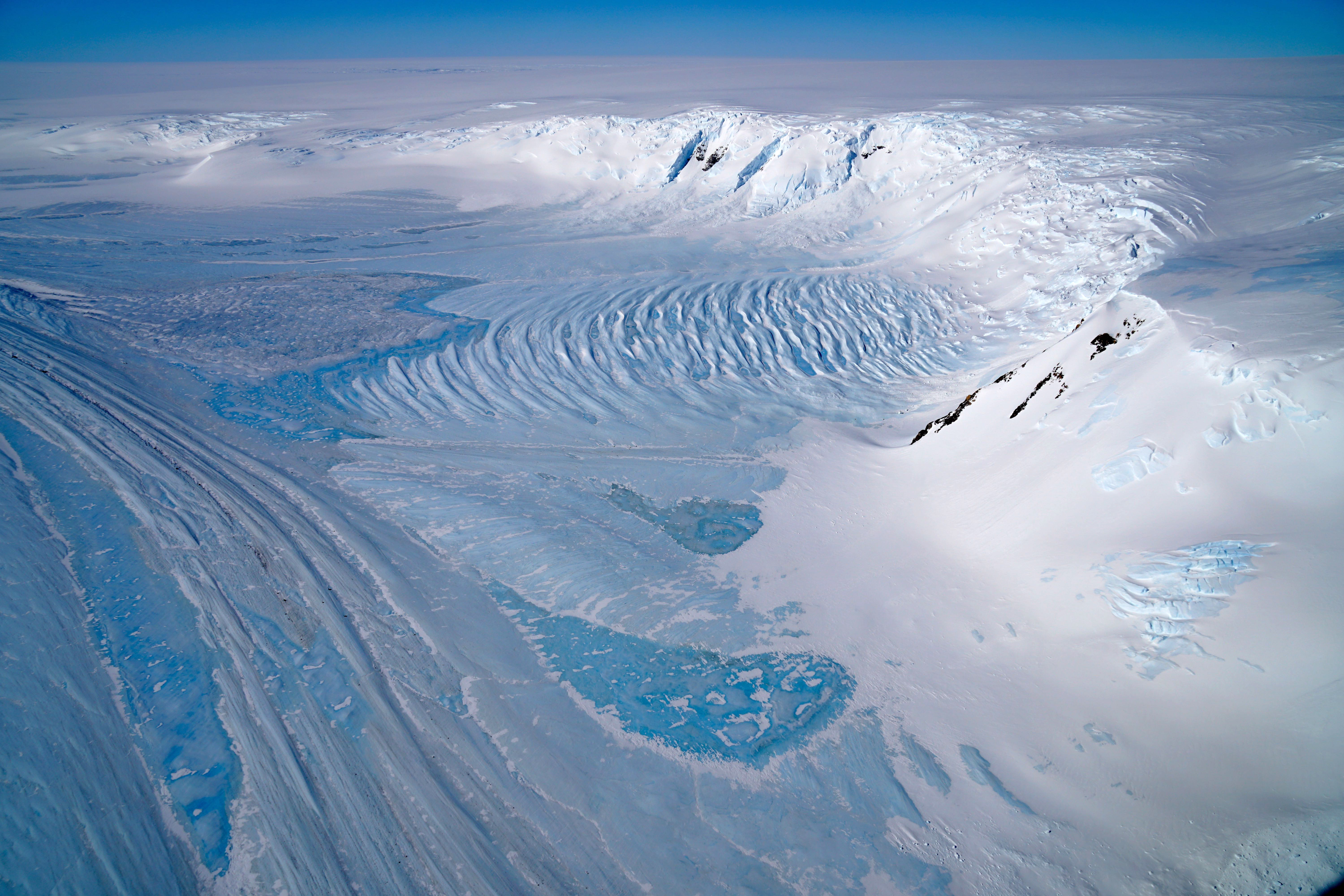
Un glaciar en las Montañas Transantárticas. El hielo azul se ve en un azul más claro en la fotografía, mientras que el azul más oscuro está formado por estanques de hielo derretido que se vuelven a congelar.

Su color azul claro es una consecuencia de la absorción de luz por el hielo y las burbujas de aire encerradas en él, y es el origen del nombre "área de hielo azul". Contrasta marcadamente con el color blanco de las llanuras antárticas  y puede verse desde el espacio y desde imágenes aéreas, mientras que la densidad del hielo azul lo hace aparecer en las imágenes de radar como una forma de hielo oscuro. Las superficies onduladas tienen patrones superficiales casi regulares, aunque también existen áreas de hielo azul completamente lisas, y el terreno (incluso el de las superficies onduladas) presenta una rugosidad aerodinámica muy baja, quizás entre las más bajas de todas las superficies naturales permanentes. Esto se debe a que la mayor parte de la resistencia aerodinámica es causada por anomalías superficiales de menos de un centímetro de largo, no por formas irregulares de mayor tamaño. Las estructuras ondulatorias se forman mediante sublimación.
En las zonas de hielo azul se ha reportado la presencia de morrenas supraglaciares, que se forman cuando los sedimentos atrapados dentro de un glaciar emergen a la superficie como resultado del derretimiento o la sublimación. También son comunes las pequeñas depresiones en el hielo conocidas como agujeros de crioconita, que se generan cuando fragmentos de roca quedan incrustados en la superficie. Sin embargo, estos agujeros suelen estar ausentes en las áreas de hielo azul ubicadas en regiones montañosas.
Generalmente, las áreas de hielo azul suelen presentar vientos catabáticos intensos, con vientos promedio que alcanzan 80 kilómetros por hora (49,7 mph) y ráfagas de hasta 200 kilómetros por hora (124,3 mph) los que pueden remover y levantar grandes cantidades de nieve. Suelen ser más cálidas que otras zonas comparables cubiertas de nieve, a veces hasta 6 °C (11 °F) lo que los hace identificables a partir de imágenes de temperatura de brillo. Este calentamiento se debe al menor albedo del hielo azul en comparación con la nieve, lo que hace que absorba más luz solar y se caliente más. Las áreas de hielo azul también alteran el clima que se encuentra sobre ellas.
Tal como se define comúnmente, las áreas de hielo azul muestran poca o ninguna evidencia de derretimiento, excluyendo así los glaciares y lagos congelados en los Valles Secos Antárticos donde también hay hielo dominado por la sublimación, pero que pueden ser más comparables a las áreas de ablación de los glaciares regulares.

## Aparición

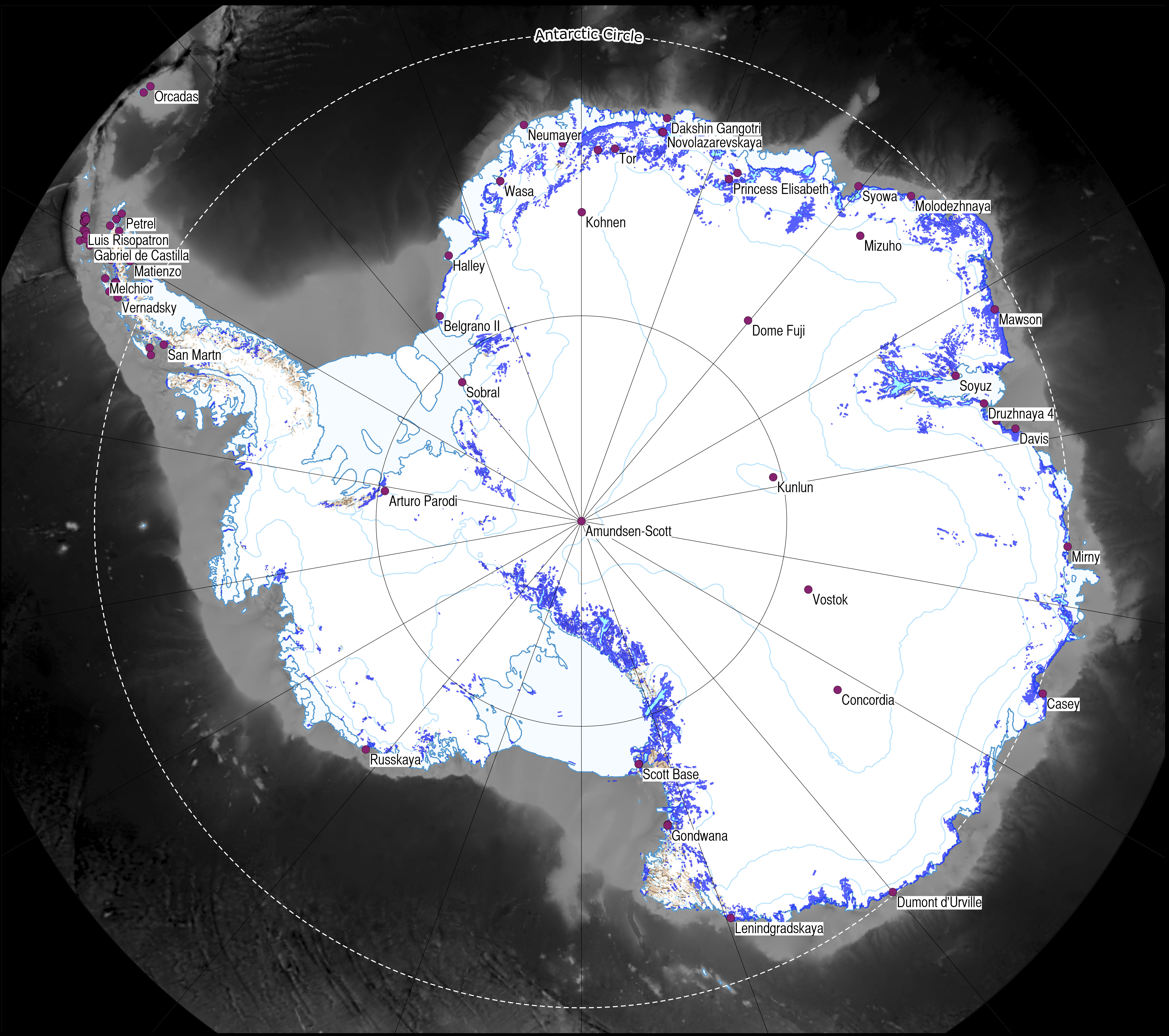
Presencia de áreas de hielo azul (azul oscuro) en la Antártida

Las zonas de hielo azul fueron descubiertas por primera vez entre 1949 y 1952 por la Expedición Antártica noruego-británica-sueca.
Se han identificado únicamente en la Antártida, aunque se han reportado parches de hielo similares en Groenlandia y el hielo azul está muy extendido en los glaciares de todo el mundo. Las áreas de hielo azul representan sólo alrededor del 1% del hielo superficial de la Antártida; sin embargo, son localmente comunes y están dispersas por todo el continente, especialmente en áreas costeras o montañosas, pero no directamente junto a la costa.
Se han encontrado en la Tierra de la Reina Maud, la cuenca del glaciar Lambert, las Montañas Transantárticas y la Tierra Victoria. Las ubicaciones individuales en la Antártida incluyen áreas de las colinas Allan, las Montañas de la Reina Fabiola (el campo de hielo Yamato cubre allí un área de 4000 kilómetros cuadrados (1544,4 mi²) y es la estructura más grande de este tipo), Scharffenberg-Botnen y las montañas Sør Rondane. Su ubicación se ha correlacionado con presiones atmosféricas y temperaturas específicas así como una humedad relativa inferior al 100%.

## Origen y procesos
Las zonas de hielo azul son regiones donde se elimina más nieve por sublimación o por el viento que la que se acumula por precipitación o transporte impulsado por el viento, lo que lleva a la aparición de hielo (azul). En la mayor parte de la Antártida, la tendencia neta es que la nieve se acumule, excepto en la Antártida costera, donde se produce el derretimiento, y en las zonas de hielo azul donde predomina la sublimación. Esta sublimación se produce a un ritmo de 3 a 350 centímetros por año, el agua equivalente de nieve y se equilibra con el flujo de hielo, con una tasa de sublimación que disminuye con la elevación y aumenta con la temperatura. El verano también aumenta la tasa de sublimación, aunque todavía ocurre durante el invierno. Los vientos remueven la nieve que reposa sobre la superficie e incluso podrían erosionar el hielo expuesto, aunque la ocurrencia de este fenómeno no está establecida con certeza  y el papel de la abrasión tampoco está claro.
Estas áreas se encuentran incluso en las regiones más frías de la Antártida y se caracterizan por tener vientos medios intensos y muy bajas precipitaciones. Una vez formadas, su superficie lisa impide que la nieve nueva se acumule, ya que el viento la arrastra rápidamente. Además, el característico color azul del hielo favorece la absorción de la luz solar, lo que incrementa la sublimación. Ambos procesos contribuyen a la persistencia de estas zonas. Asimismo, el transporte de aire más cálido impulsado por el viento puede provocar que el área de hielo azul se expanda en la dirección del viento.
Las áreas de hielo azul son comunes en las regiones montañosas. Se presume que la topografía irregular de la superficie obstruye el flujo de hielo y crea localmente condiciones atmosféricas adecuadas para el desarrollo de áreas de hielo azul. La topografía irregular no necesita estar expuesta a la superficie para generar áreas de hielo azul, aunque debe tener un efecto en la topografía de la superficie del hielo para inducir la formación de áreas de hielo azul. En consecuencia, muchas áreas de hielo azul se forman cuando el espesor del hielo disminuye, lo que se ha postulado que sucede durante los períodos interglaciares aunque en general la historia pasada de las áreas de hielo azul es poco conocida. Es posible que dichas áreas no hayan existido en absoluto durante las épocas glaciales, cuando la capa de hielo era más gruesa.  Los cambios en la velocidad media del viento provocan fluctuaciones a corto plazo en las tierras cubiertas por zonas de hielo azul. Se prevé que el calentamiento global reduzca la velocidad del viento en la Antártida, lo que provocará una pequeña disminución de la superficie terrestre cubierta por áreas de hielo azul. La contracción térmica del hielo azul puede provocar terremotos de hielo. Hay evidencia de que se pueden formar ecosistemas microbianos en el hielo azul, cuando hay crioconitas.

### Edad
La edad de algunas zonas de hielo azul se ha estimado a partir de la antigüedad de los meteoritos encontrados en ellas. Sin embargo, este método puede generar errores, ya que el flujo del hielo puede redistribuir los meteoritos entre distintas áreas. Se estima que las zonas de hielo azul más antiguas podrían tener hasta 2,5 millones de años. El hielo contenido en estas áreas también puede ser muy antiguo, con edades de varios cientos de miles de años, determinadas mediante análisis de la dinámica del flujo glacial, datación radiométrica y el estudio de su estratigrafía horizontal. Esto es posible porque el hielo queda retenido por obstáculos topográficos, lo que ralentiza su movimiento, haciéndolo depender de la tasa de ablación. También se han identificado zonas más jóvenes: por ejemplo, en las colinas de Allan se han estimado 250.000 años, en las montañas Yamato unos 75.000 años, y en el área de hielo azul de Larsen, alrededor de 25.000 años.

## Meteoritos

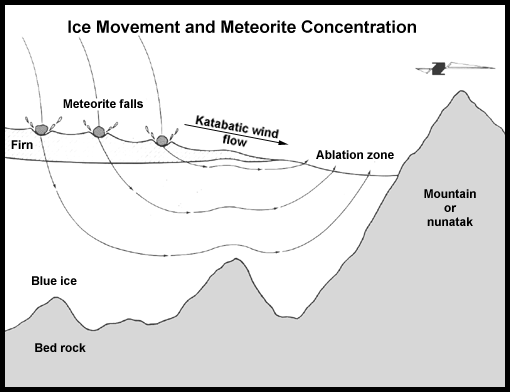
Trayectorias de meteoritos en el hielo

Las zonas de hielo azul son especialmente reconocidas por la gran cantidad de meteoritos que allí se concentran. Muchos de estos cuerpos celestes no cayeron directamente en estas áreas, sino que llegaron a ellas transportados por el movimiento del hielo desde otros lugares. A medida que el hielo que los contenía se va derritiendo o fracturando, los meteoritos quedan expuestos y se acumulan en la superficie, en un proceso que se ha comparado con una cinta transportadora. También existen casos en los que los meteoritos cayeron directamente sobre estas zonas; debido a que la superficie del hielo azul suele ser muy antigua, es posible que se acumulen grandes cantidades incluso sin transporte glacial. Para 1999, se habían identificado más de 20.000 meteoritos provenientes de zonas de hielo azul, lo que representa una parte significativa de todos los meteoritos conocidos en la Tierra.
El hallazgo de meteoritos se produce solo en una parte minoritaria de las zonas de hielo azul, concentrándose principalmente en aquellas ubicadas en el interior del continente. En contraste, las áreas costeras suelen carecer de meteoritos. Esta diferencia podría deberse a que, en altitudes más bajas, el hielo que los rodea puede derretirse por el calentamiento solar absorbido por el propio meteorito, haciendo que desaparezcan de la superficie. Además, muchos de estos meteoritos están en riesgo debido al cambio climático, que podría acelerar su derretimiento dentro del hielo.

## Historial de investigación
Las primeras investigaciones en zonas de hielo azul tuvieron lugar durante la Expedición Antártica noruego-británica-sueca de 1949-1952, y fueron seguidas por dos décadas de investigación principalmente geológica y geomorfológica. El descubrimiento de meteoritos en una zona de hielo azul de las montañas Yamato provocó un aumento del interés científico y se iniciaron varios programas para recolectar meteoritos. Esto también condujo a una mayor investigación sobre las propiedades glaciológicas  y dinámicas de las áreas de hielo azul, y más tarde sobre sus implicaciones meteorológicas y climatológicas.

## Usos
Las superficies duras, planas y lisas de las zonas de hielo azul han sido aprovechadas en algunas regiones de la Antártida como pistas de aterrizaje para aeronaves, conocidas como pistas de hielo azul. Además, el hielo extremadamente antiguo presente en estas áreas se ha utilizado para reconstruir el clima del pasado, ofreciendo en algunos casos una resolución temporal superior a la de los núcleos de hielo profundos. Por esta razón, las zonas de hielo azul se consideran sitios potenciales para la perforación de núcleos destinados a recuperar hielo de hasta 1,5 a 2,7 millones de años de antigüedad —algo que ya se ha logrado en ciertas ubicaciones.